# Ніуас (острови)
Острови Ніуас (тонг. Niuas, англ. Niuas) — група островів у крайній північній частині Королівства Тонга в південно-західній частині Тихого океану, яка входить до однойменного округу. Розташована на північ від групи островів Вава'у та на південний захід від держави Самоа.

## Географія

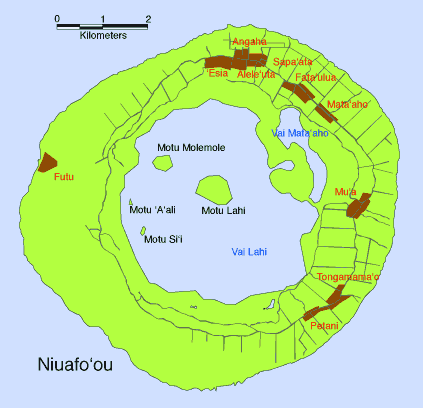
Мапа острова Ніуафо'оу

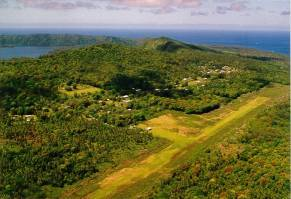
Есіа, злітна смуга о. Ніуафо'оу

Найпівнічніша група островів Ніуас знаходиться приблизно за 300 кілометрів на північ від архіпелагу Вава'у та за 280 км на південний захід від островів держави Самоа.
Група включає в себе три найбільші, заселені острови вулканічного походження, та близько десятка безлюдних маленьких острівців, в тому числі чотири внутрішні острівці, які розташовані у внутрішньому озері острова Ніуафо'оу. Найбільший острів групи — Ніуафо'оу (50,27 км²), включає внутрішні острови Моту-А'алі, Моту-Лахі, Моту-Молемоле та Моту-Сі'ї, другий за площею і головний в адміністративному значені острів Ніуатопутапу (18 км²), включає дрібні острівці Нукусеїлала, Сікаїха'а, Тавілі, Тафуна, Ту'унга, Хакауту'уту'у та Хунгана, а третій відносно невеликий острів Тафахі (3,42 км²). Крім того, за 38 км на північ від острова Тафахі, розташований риф Куракоа розділений на дві окремі частини за 90 м один від одного. За 16 км на південний схід від рифа є підводний вулкан Куракоа, а за 10 км далі на південь є банка Куракоа глибиною до 18 м.
Найбільший населений пункт і столиця архіпелагу — поселення Хіхіфо, населення 284 особи (2011), розташоване на острові Ніуатопутапу. Загальна площа всіх островів — 71,69 км².
У геологічному плані острови є вершинами підводних вулканів, що піднімаються з дна океану, деякі з них були ще активні до недавнього часу. Найвища вершина архіпелагу — гора Піу'о Тафахі (560 м), на острові Тафахі.
Назва «Ніуас» означає «пальмове листя» і вказує на велику кількість кокосових пальм. Ця назва широко використовується в різних частинах Полінезії, а особливо в острівній державі Ніуе.
Острови дуже ізольовані, як від інших частин держави Тонга, так і від сусідніх держав, з нерегулярним повітряним та морським сполученням. Тут мало розвинений туризм і залишаються самобутні тонганські традиції, які практично не зазнали зовнішніх впливів.

### Заселенні острови
| Острів       | Населення, осіб | Населення, осіб | Населення, осіб | Площа, км² | Щільність, осіб/км² | Координати                                                    |
| Острів       | 1996 р.         | 2006 р.         | 2011 р.         | Площа, км² | Щільність, осіб/км² | Координати                                                    |
| ------------ | --------------- | --------------- | --------------- | ---------- | ------------------- | ------------------------------------------------------------- |
| Ніуафо'оу    | 735             | 646             | 523             | 50,27      | 10,40               | 15°36′ пд. ш. 175°38′ зх. д. / 15.600° пд. ш. 175.633° зх. д. |
| Ніуатопутапу | 1161            | 1019            | 716             | 18,00      | 39,78               | 16°00′ пд. ш. 173°47′ зх. д. / 16.000° пд. ш. 173.783° зх. д. |
| Тафахі       | 122             | 69              | 43              | 3,42       | 12,57               | 15°51′ пд. ш. 173°44′ зх. д. / 15.850° пд. ш. 173.733° зх. д. |
| Всього       | 2018            | 1665            | 1282            | 71,69      | 17,88               |                                                               |

## Населення
Зміна чисельності населення архіпелагу Ніуас за переписом, станом на листопад місяць, з 1976 по 2011 роки:
| Роки                        | 1976 | 1986  | 1996  | 2006  | 2011  |
| --------------------------- | ---- | ----- | ----- | ----- | ----- |
| Чисельність населення, осіб | 2328 | ▲2368 | ▼2018 | ▼1665 | ▼1282 |

Острови утворюють одну з п'яти адміністративних одиниць країни — округ Ніуас, адміністративний центр якого розташований в поселенні Хіхіфо на острові Ніуатопутапу.

## Історія
Острови Ніуас були вперше відкриті європейцями у 1616 році, голландськими мандрівниками Якобом Лемером та Виллемом Схаутеном, які здійснили навколосвітню подорож в 1615—1616 роках на суднах «Ендрахт» та «Горн».

## Галерея
| Острови Ніуас | Острови Ніуас         | Острови Ніуас       | Острови Ніуас              |
| ------------- | --------------------- | ------------------- | -------------------------- |
| Острів Тафахі | Ловля риби, с. Хіхіфо | Острів Ніуатопутапу | Гравюра о. Тафахі, 1616 р. |